# Bloc de Chiloé
Le bloc de Chiloé est un terrane à la bordure sud-occidentale de la plaque sud-américaine. Les limites du bloc sont la faille du Lanalhue au nord, la faille Liquiñe-Ofqui à l'est, dans la cordillère des Andes, et la plaque de Nazca à l'ouest.
Les mouvements de ce terrane ont généré le relief de la région de l'Araucanie, le massif de la cordillère de Nahuelbuta et la chaîne de collines Ñielol-Humpil ainsi que l'alignement des volcans Villarrica, Quetrupillán et Lanín, parallèle à la faille Mocha-Villarica, ainsi que les chaînes des volcans Tolhuaca, Lonquimay, Llaima et Sollipulli (certains de ces volcans étant les plus actifs du Chili et de l'Amérique du Sud).
Le bloc commence près de Lebu au point de coordonnées 37° 37′ S, 73° 39′ O, avec le commencement de la faille du Lanalhue, et se termine au point 46° 47′ 50″ S, 74° 04′ 04″ O dans l'isthme de Ofqui, à la terminaison de la faille Liquiñe-Ofqui, et dans au point triple des plaques sud-américaine, antarctique et de Nazca.